# Boca d'incendis equipada

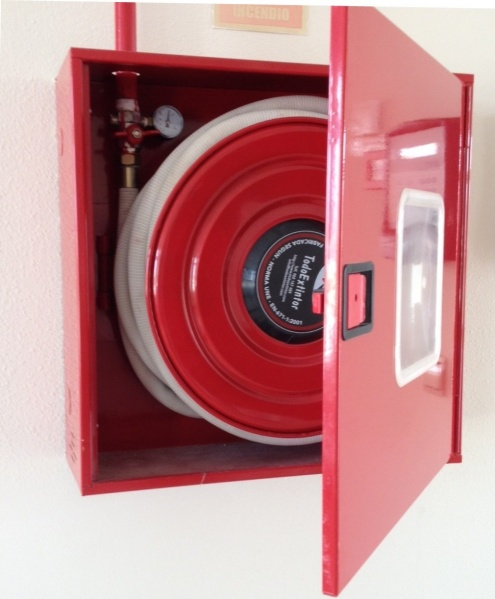
BIE de 25 mm

Pictograma de senyalització de la BIE

Una boca d'incendis equipada (BIE) és un conjunt format per una vàlvula, una mànega i una llança, que serveix per a transportar i projectar aigua des d'un punt fix d'una xarxa d'abastament d'aigua fins al lloc d'un incendi, i que inclou elements de suport, de mesura de pressió i de protecció.

## Descripció
Hi ha 3 tipus de boca d'incendis equipada:
- BIE de 25 mm. Equipada amb mànega semirígida de 25 mm de diàmetre interior. La longitud màxima de la mànega és de 30 m.[2] Pot ser utilitzada per una sola persona sense necessitar formació especial. La mànega semirígida permet el seu funcionament sense estendre-la del tot.[3]
- BIE de 45 mm. Equipada amb mànega plana de 45 mm de diàmetre interior. La longitud màxima de la mànega és de 20 m.[2] S'utilitza en llocs on es preveuen incendis importants, són especialment apropiades per als locals industrials.[3] Són necessàries 2 persones per a la seva utilització.[4]
- BIE d'alta pressió, amb mànega de diàmetre interior nominal no superior a 12 mm. La longitud màxima de la mànega és de 30 m.[2]

Les boques d'incendi equipades (BIE) han d'estar connectades a una xarxa de canonades per a l'alimentació d’aigua, que ha de garantir durant una hora, com a mínim, el cabal descarregat per les dues hidràulicament més desfavorables, a una pressió dinàmica a la seva entrada compresa entre un mínim de 300 kPa (3 kg/cm2) i un màxim de 600 kPa (6 kg/cm2), o d'una pressió dinàmica mínima de 3.450 kPa (35 kg/cm2) per a les d'alta pressió. La xarxa de proveïment d’aigua ha de ser específica, no permetent-se agafar aigua per a una altra utilització. Les canonades poden ser d'acer, ferro colat, polietilè, etc. d’acord amb el que estableix la UNE 23500.
La llança ha de permetre tres posicions: tancat, aigua polvoritzada i raig ple. La polvorització ha de ser en forma de cortina d’aigua o de con. La polvorització és especialment útil per a refredar una àrea més gran al voltant del foc inicial. A més a més, la zona de polvorització actua com a escut tèrmic i les flames es poden extingir amb més facilitat.
La majoria de les BIES s'han de desar en armaris amb porta i pany per impedir-ne un ús indegut, només en cas d'emergència. Tanmateix, han de portar un dispositiu d’obertura d’emergència, el qual pot estar protegit per un material transparent, però que es pugui trencar amb facilitat.

## Ubicació
El broquet, la vàlvula d’obertura manual i el sistema d’obertura de l’armari, han d'estar a una alçada màxima d'1,50 m. Les BIE s'han de situar a menys de 5 m de les sortides de sector d'incendi. La separació màxima entre 2 BIE ha de ser de 50 m.

## Senyalització
Les BIE han d'estar senyalitzades amb rètols luminiscents amb el pictograma normalitzat (Norma UNE 23033-1:2019). La senyalització s'ha de col·locar immediatament al costat de l’armari de la BIE i no a sobre.